# Имереков, Максим Игоревич
Макси́м И́горевич Имере́ков (укр. Максим Ігорович Імереков; род. 23 января 1991, Макеевка, Донецкая область) — украинский футболист, защитник клуба «Металлист 1925».

## Карьера
Воспитанник футбольной школы донецкого «Шахтёра». За основную команду не сыграл ни одного матча, выходя на поле за молодёжную команду и «Шахтёр-3». С лета 2011 по весну 2013 года — в запорожском «Металлурге». 1 августа 2013 года перешёл в бобруйскую «Белшину», однако уже 8 августа покинул клуб по семейным обстоятельствам, не успев провести ни одной игры.
19 сентября 2018 года подписал контракт с клубом «Десна».
26 мая 2021 года покинул «Десну» после истечения срока действия контракта. В целом же, за «Десну» провёл 61 игру и забил 4 мяча. 1 июня 2021 года в качестве свободного агента подписал контракт с луганской «Зарёй». Контракт рассчитан на 2 года.

## Достижения
«Александрия»
- Победитель Первой лиги Украины: 2014/15
- Серебряный призёр Первой лиги Украины: 2013/14

«Заря» (Луганск)
- Бронзовый призёр чемпионата Украины: 2022/23